# 寧遠兵變
寧遠兵變，又稱十三營兵變，是明朝崇禎元年（1628年）遼東的一場兵變，後為袁崇煥平定。

## 簡介
在天啓末年，魏忠賢掌權亂政的時代，九邊邊鎮就陸續出現大規模拖欠軍餉的情況，成為後續兵變的導火索。崇禎元年，寧遠十三營的蜀、楚士卒，以張正朝、張思順為首，歃血为盟，欲討回欠發的四個月薪餉，他們攻入幕府，捉了巡撫畢自肅、總兵朱梅等，向兩人索錢。
畢自肅表示無力支應，事實上在此之前，畢自肅曾經九次向朝廷申報欠餉，朝廷都不理會。其實畢自肅親兄畢自嚴是時任戶部尚書，主管財政，但因為朝廷財政喫緊，也只能不聞不問。
畢自肅被毆打成重傷，頭部血流不止，幾乎死亡，與士兵感情融洽的兵備副使郭廣以身體護衛畢自肅，才保住其性命。郭廣為了營救畢自肅、朱梅兩人，竊發官庫的白銀貳萬兩，又向當地富商借了伍萬兩，共發了七萬兩白銀才贖回畢、朱二人。郭廣救出畢自肅以後，將其載至塔山堡（今遼寧錦西）調養，但畢自肅心灰意冷而自殺。
袁崇煥至遼東督師後，命副將何可剛將兵變首謀張正朝、張思順等十五人斬殺，又論軍法，斬中軍吳國琦、罰參將彭簪古，并罢免都司左良玉等。
這場兵變加強了袁崇煥權力，事後，袁奏請崇禎帝取消遼東巡撫、登萊巡撫二職，崇禎帝均同意，爾後遼東大權由袁崇煥親掌握，以統一事權。